# كريستوفر دونتش
كريستوفر دانيال دونتش (من مواليد 3 أبريل 1971) هو جراح أعصاب أمريكي سابق ولقب بالدكتور د. ودكتور الموت بسبب سوء تصرفه الجسيم الذي أدى إلى تشويه العديد من الأحبال الشوكية للمرضى وقتل اثنين منهم أثناء عمله في المستشفيات فيدالاس فورت ورث متروبليكس (تكساس).
اتهم دونتش بإصابة 33 من أصل 38 مريضًا في أقل من عامين قبل إلغاء ترخيصه من قبل مجلس تكساس الطبي. في عام 2017، أدين بتشويه أحد مرضاه وحكم عليه بالسجن المؤبد.